# Lista de campeãs do carnaval de Juiz de Fora
Esta é uma lista sobre as escolas de samba campeãs do Carnaval de Juiz de Fora. Levando em consideração que nos anos de 1989,1991,1992, 1999, 2016, 2018, 2019, 2020, 2021 e 2022 não ocorreram desfiles na cidade. Nos anos 2000 foram criados os Grupos B e C. Sendo que a única participante do Grupo C, no ano de 2013 foi desclassificada. As escolas de samba até o ano 1999 se dividiam entre primeiro, segundo e terceiro grupo. A partir do ano de 2024 essa divisão foi renomeada como "Especial", "Acesso 1" e Acesso 2".

## Todas as campeãs
| Ano  | Grupo     | Escola Campeã                      | Ref.              |
| ---- | --------- | ---------------------------------- | ----------------- |
| 1966 | A         | Feliz Lembrança                    | [ 1 ]             |
| 1967 | A         | Feliz Lembrança                    | [ 1 ]             |
| 1968 | A         | Unidos dos Passos                  | [ 1 ]             |
| 1969 | A         | Castelo de Ouro                    | [ 1 ]             |
| 1970 | A         | Juventude Imperial                 | [ 1 ]             |
| 1971 | A         | Juventude Imperial                 | [ 1 ]             |
| 1972 | A         | Juventude Imperial                 | [ 1 ]             |
| 1974 | A         | Turunas do Riachuelo               | [ 1 ]             |
| 1976 | A         | Turunas do Riachuelo               | [ 1 ]             |
| 1977 | A         | Unidos dos Passos                  | [ 1 ]             |
| 1978 | A         | Turunas do Riachuelo               | [ 1 ]             |
| 1979 | A         | Turunas do Riachuelo               | [ 1 ]             |
| 1980 | A         | Partido Alto                       | [ 1 ]             |
| 1981 | A         | Real Grandeza                      | [ 1 ]             |
| 1982 | A         | Partido Alto                       | [ 1 ]             |
| 1983 | A         | Turunas do Riachuelo               | [ 1 ]             |
| 1984 | A         | Feliz Lembrança                    | [ 1 ]             |
| 1985 | A         | Feliz Lembrança                    | [ 1 ]             |
| 1986 | A         | Real Grandeza                      | [ 1 ]             |
| 1987 | A         | Feliz Lembrança                    | [ 1 ]             |
| 1988 | A         | Unidos do Ladeira                  | [ 1 ]             |
| 1990 | A         | Feliz Lembrança                    | [ 1 ]             |
| 1994 | A         | Real Grandeza                      | [ 1 ]             |
| 1995 | A         | Real Grandeza                      | [ 1 ]             |
| 1996 | A         | Unidos do Ladeira                  | [ 1 ]             |
| 1997 | A         | Partido Alto                       | [ 1 ]             |
| 1998 | A         | Unidos do Ladeira                  | [ 1 ]             |
| 2000 | A         | Real Grandeza                      | [ 1 ] [ 2 ]       |
| 2000 | B         | Rivais da Primavera                |                   |
| 2001 | A         | Unidos do Ladeira                  | [ 1 ] [ 2 ]       |
| 2001 | B         | Cacique de Lins                    |                   |
| 2002 | A         | Turunas do Riachuelo               | [ 1 ] [ 2 ]       |
| 2002 | B         | Manoel Honório                     | [ 2 ]             |
| 2003 | A         | Turunas do Riachuelo               | [ 1 ] [ 2 ]       |
| 2003 | B         | Partido Alto                       |                   |
| 2004 | A         | Unidos do Ladeira                  | [ 1 ] [ 2 ]       |
| 2004 | B         | Rivais da Primavera                | [ 2 ]             |
| 2005 | A         | Juventude Imperial                 | [ 1 ] [ 2 ]       |
| 2005 | A         | Real Grandeza                      | [ 1 ] [ 2 ]       |
| 2005 | A         | Unidos do Ladeira                  | [ 1 ] [ 2 ]       |
| 2005 | B         | Águia de Ouro                      | [ 1 ] [ 2 ]       |
| 2005 | C         | União das Cores                    | [ 3 ]             |
| 2006 | A         | Turunas do Riachuelo               | [ 1 ] [ 2 ] [ 4 ] |
| 2006 | B         | Vale do Paraibuna                  | [ 1 ] [ 2 ] [ 4 ] |
| 2006 | C         | Mocidade Alegre de São Mateus      | [ 1 ] [ 2 ] [ 4 ] |
| 2007 | A         | Turunas do Riachuelo               | [ 5 ] [ 1 ] [ 2 ] |
| 2007 | B         | Mocidade Independente do Progresso | [ 5 ] [ 1 ] [ 2 ] |
| 2007 | C         | União das Cores                    | [ 5 ] [ 1 ] [ 2 ] |
| 2008 | A         | Unidos do Ladeira                  | [ 6 ] [ 1 ] [ 2 ] |
| 2008 | B         | União das Cores                    | [ 6 ] [ 1 ] [ 2 ] |
| 2008 | C         | Unidos do Grizzu                   | [ 6 ] [ 1 ] [ 2 ] |
| 2009 | A         | Unidos do Ladeira                  | [ 7 ] [ 2 ]       |
| 2009 | B         | Partido Alto                       | [ 7 ] [ 2 ]       |
| 2009 | C         | Águia de Ouro                      | [ 7 ] [ 2 ]       |
| 2010 | A         | Unidos do Ladeira                  | [ 2 ]             |
| 2010 | B         | Mocidade Alegre de São Mateus      | [ 2 ]             |
| 2010 | C         | Vilas do Retiro                    | [ 2 ]             |
| 2011 | A         | Mocidade Alegre de São Mateus      | [ 2 ]             |
| 2011 | B         | Feliz Lembrança                    | [ 2 ]             |
| 2011 | C         | Manoel Honório                     | [ 2 ]             |
| 2012 | A         | Unidos do Ladeira                  | [ 2 ]             |
| 2012 | B         | Turunas do Riachuelo               | [ 2 ]             |
| 2012 | C         | Vale do Paraibuna                  | [ 2 ]             |
| 2013 | A         | Unidos do Ladeira                  | [ 8 ] [ 9 ]       |
| 2013 | B         | Juventude Imperial                 | [ 8 ] [ 9 ]       |
| 2014 | A         | Unidos do Ladeira                  | [ 10 ]            |
| 2014 | B         | Feliz Lembrança                    | [ 10 ]            |
| 2014 | C         | Vale do Paraibuna                  | [ 10 ]            |
| 2015 | A         | Unidos do Ladeira                  | [ 11 ]            |
| 2015 | B         | Mocidade Alegre de São Mateus      | [ 11 ]            |
| 2015 | C         | União das Cores                    | [ 11 ]            |
| 2017 | A         | Real Grandeza                      | [ 12 ]            |
| 2017 | B         | Unidos das Vilas do Retiro         | [ 12 ]            |
| 2017 | Mirim     | Mocidade do Amanhã                 | [ 12 ]            |
| 2023 | Especial  | Real Grandeza                      | [ 13 ]            |
| 2023 | Acesso    | União de Santa Luzia               | [ 13 ]            |
| 2023 | Mirim     | Herdeiros da Vila                  | [ 13 ]            |
| 2024 | Especial  | Mocidade Alegre de São Mateus      |                   |
| 2024 | Acesso I  | Partido Alto                       |                   |
| 2024 | Acesso II | Encantos da Vila                   |                   |
| 2024 | Mirim     | Herdeiros da Vila                  |                   |